# Estátua de Jimmy Carter
A estátua de Jimmy Carter é uma estátua monumental em Atlanta, Geórgia, Estados Unidos. Localizada no terreno do Capitólio Estadual da Geórgia, a estátua foi projetada por Frederick Hart e retrata Jimmy Carter, ex-presidente dos Estados Unidos. Foi dedicada em 1994.

## História
O natural da Geórgia Jimmy Carter serviu como o 39º presidente dos Estados Unidos de 1977 a 1981. Esta estátua em sua homenagem foi inaugurada em 7 de junho de 1994. Frederick Hart foi o escultor responsável pelo projeto da estátua. Em 1976, Hart serviu como voluntário na campanha de Carter durante a eleição presidencial nos Estados Unidos em 1976. Hart esculpiu grande parte da estátua a partir de fotografias de Carter, mas ele se encontrou com ele pessoalmente no Carter Center em Atlanta para esculpir sua cabeça. A estátua foi o oitavo monumento erguido no terreno do Capitólio Estadual da Geórgia, e inicialmente houve preocupações de que a área estaria muito "lotada" para acomodar a estátua de Carter.
A cerimônia de inauguração contou com a presença de Carter, da ex-primeira-dama Rosalynn Carter, do governador da Geórgia Zell Miller, e de Jody Powell, porta-voz da Casa Branca de Carter. O custo total do monumento foi de aproximadamente US$ 400.000.

## Projeto
A estátua de Carter é feita de bronze e repousa sobre uma laje de granito. Hart queria retratar Carter como um "homem comum" e um "trabalhador", e assim a estátua o retrata em calças caqui e com as mangas da camisa arregaçadas. Hart optou por não incluir um sorriso no rosto de Carter, pois pensou que pareceria uma caricatura. Os braços de Carter estão estendidos com as palmas das mãos abertas, e a fivela de cinto retrata um peixe. Uma laje de granito de 12 000
-libra (massa) (5 400 kg) serve de pano de fundo para a estátua, que é cercada por uma praça elíptica que apresenta quatro bancos, também feitos de granito, cada um com frases inscritas relacionadas à vida de Carter, como "humanitário", "pacificador" e "professor".